# Lasianthus salicifolius
Lasianthus salicifolius är en måreväxtart som beskrevs av Henry Nicholas Ridley. Lasianthus salicifolius ingår i släktet Lasianthus och familjen måreväxter. Inga underarter finns listade i Catalogue of Life.